# Вайнерман Ігор Олександрович
Ігор Олександрович Вайнерман (25 квітня 1960, Житомир) — радянський та український шахіст, майстер спорту СРСР (1982), призер чемпіонатів України.

## Біографія
Ігор Вайнерман народився в Житомирі. Закінчив математичний факультет Житомирського педінституту.
Багаторазовий учасник та призер чемпіонатів України, зокрема тричі ставав срібним призером (1979, 1981, 1985) та одного разу бронзовим (1987, розподіл 3—5 місць). У чемпіонаті України 1981 року Ігор Вайнерман виконав норму майстра спорту.
Переможець турніру молодих майстрів Української РСР 1983 року, срібний призер 1984 року. У 1987 році посів друге місце на турнірі в Кечкеметі.
Працював тренером юнацької збірної Української РСР (1985—1990) та житомирської ДЮСШ (1984—1990). З початку 1990-х років Ігор Вайнерман припинив активні виступи.
З 1992 року проживає в США.

## Турнірні результати

### Результати виступів у чемпіонатах України
| Рік  | Місто           | Турнір                 | + | − | = | Результат | Місце   |
| ---- | --------------- | ---------------------- | - | - | - | --------- | ------- |
| 1979 | Дніпропетровськ | 48-й чемпіонат України | 6 | 1 | 2 | 7 з 9     | Silver  |
| 1980 | Харків          | 49-й чемпіонат України |   |   |   | ? з 13    | ?       |
| 1981 | Ялта            | 50-й чемпіонат України | 5 | 0 | 9 | 9½ з 14   | Silver  |
| 1982 | Ялта            | 51-й чемпіонат України | 1 | 5 | 9 | 5½ з 15   | 12 — 13 |
| 1985 | Ужгород         | 54-й чемпіонат України | 7 | 2 | 5 | 9½ з 14   | Silver  |
| 1986 | Київ            | 55-й чемпіонат України | 2 | 4 | 9 | 6½ з 15   | 9       |
| 1987 | Миколаїв        | 56-й чемпіонат України | 5 | 3 | 7 | 8½ з 15   | — 5     |

### Інші турніри
| Рік  | Місто     | Турнір                             | + | − | = | Результат | Місце |
| ---- | --------- | ---------------------------------- | - | - | - | --------- | ----- |
| 1983 |           | Турнір молодих майстрів УРСР       |   |   |   |           | 1     |
| 1984 | Харків    | Турнір молодих майстрів УРСР       | 5 | 0 | 8 | 9 з 14    | 2     |
| 1986 | Львів     | Півфінал чемпіонату СРСР           | 4 | 6 | 5 | 6½ з 15   | 12    |
| 1987 | Норильськ | Відбірковий турнір чемпіонату СРСР | 1 | 4 | 6 | 4 з 11    | 29    |